# 花園北
花園北（はなぞのきた）は、大阪府大阪市西成区にある町名。現行行政地名は花園北一丁目および花園北二丁目。

## 地理
西成区の北東部に位置し、東に萩之茶屋、西は北から南に向かって出城と長橋と鶴見橋と旭、南に花園南、北に浪速区戎本町と接している。

## 歴史
- 1973年（昭和48年） - 町名実施。もと東四条の全域、西四条・西萩町のそれぞれ国道26号以東、花園町の北部に該当する。
- 2016年（平成29年）7月9日 - 居酒屋に居合わせた客と国道26号を走行していた約100人のグループが乱闘に発展。3人が軽傷。きっかけはバイクや車で暴走していたグループに、居酒屋の客が「うるさい。カラオケが聞こえない」として自転車などを投げ付けたのが発端[5]。

## 世帯数と人口
2019年（令和元年）9月30日現在の世帯数と人口は以下の通りである。
| 丁目         | 世帯数    | 人口    |
| ------------ | --------- | ------- |
| 花園北一丁目 | 1,746世帯 | 1,898人 |
| 花園北二丁目 | 2,348世帯 | 2,703人 |
| 計           | 4,094世帯 | 4,601人 |

### 人口の変遷
国勢調査による人口の推移。
| 1995年（平成7年）  | 4,327人 | [ 6 ]  |  |
| 2000年（平成12年） | 4,159人 | [ 7 ]  |  |
| 2005年（平成17年） | 4,325人 | [ 8 ]  |  |
| 2010年（平成22年） | 4,506人 | [ 9 ]  |  |
| 2015年（平成27年） | 4,371人 | [ 10 ] |  |

### 世帯数の変遷
国勢調査による世帯数の推移。
| 1995年（平成7年）  | 2,821世帯 | [ 6 ]  |  |
| 2000年（平成12年） | 2,925世帯 | [ 7 ]  |  |
| 2005年（平成17年） | 3,383世帯 | [ 8 ]  |  |
| 2010年（平成22年） | 3,732世帯 | [ 9 ]  |  |
| 2015年（平成27年） | 3,593世帯 | [ 10 ] |  |

## 学区
市立小・中学校に通う場合、学区は以下の通りとなる。なお、小学校・中学校入学時に学校選択制度を導入しており、通学区域以外に西成区にある以下の通学区域に隣接する校区にある小学校、西成区内にある中学校から選択することも可能。
| 丁目         | 番   | 小学校               | 中学校             |
| ------------ | ---- | -------------------- | ------------------ |
| 花園北一丁目 | 全域 | 大阪市立新今宮小学校 | 大阪市立今宮中学校 |
| 花園北二丁目 | 全域 | 大阪市立新今宮小学校 | 大阪市立今宮中学校 |

## 事業所
2016年（平成28年）現在の経済センサス調査による事業所数と従業員数は以下の通りである。
| 丁目         | 事業所数  | 従業員数 |
| ------------ | --------- | -------- |
| 花園北一丁目 | 35事業所  | 240人    |
| 花園北二丁目 | 118事業所 | 754人    |
| 計           | 153事業所 | 994人    |

## 交通
- 国道26号

## 施設
- 大阪市立新今宮小学校・今宮中学校
- 西成警察署 萩之茶屋交番
- 西成花園郵便局
- スーパー玉出 新今宮店、花園店

## その他

### 日本郵便
- 〒557-0016[3]（集配局：西成郵便局[14]）